# Paint Creek (Texas)

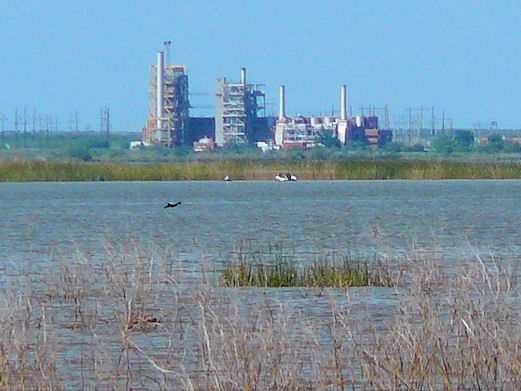
Paint Creek.

Paint Creek è un'area non incorporata nel sud est della Contea di Haskell, nel Texas centro settentrionale.
Prende il nome dall'omonimo corso d'acqua che scorre nelle vicinanze, che dopo circa 12 km è sbarrato da una diga che forma il lago Stamford.